# Nicolò Rocchi
Pour les articles homonymes, voir Rocchi.
Nicolò Rocchi (né le 15 janvier 1991 à Venise) est un coureur cycliste italien.

## Biographie
Fils d'un entraîneur de football, Nicolò Rocchi commence le cyclisme à l'âge de onze ans. Il joue également au football jusqu'à ses seize ans, avant de choisir le vélo.
En 2009, il se distingue sur piste en devenant triple champion d'Italie juniors (moins de 19 ans), dans la poursuite individuelle, la poursuite par équipes et l'américaine. Il obtient également une médaille d'argent dans la course à l'américaine aux championnats d'Europe juniors de Minsk. Sur route, il remporteune étape du Tour de Toscane juniors. 
En 2010, il réalise ses débuts espoirs au club Marchiol-Pasta Montegrappa-Orogildo. Il court ensuite en 2011 et 2012 chez Fausto Coppi Gazzera, avant de signer dans l'équipe Marchiol-Emisfero-Site en 2013. Bon sprinteur, il se fait remarquer sur le circuit UCI en terminant quatrième d'une étape du Tour d'Autriche, cinquième du Trophée de la ville de San Vendemiano, ou encore dixième du Trofeo Banca Popolare et du Gran Premio della Liberazione.
De 2015 à 2017, il court chez Zalf Euromobil Désirée Fior, l'un des meilleurs clubs italiens. Durant cette période, il s'illustre au sprint chez les amateurs italiens en obtenant dix victoires. Il devient également vice-champion d'Italie en 2017 chez les élites sans contrat.
Ne parvenant pas à trouver un contrat professionnel, il met fin à sa carrière cycliste en 2019 et devient entraîneur adjoint dans un club de football à Trévise, où officie également son père.

## Palmarès sur route

### Classements mondiaux
| Année           | 2011 | 2012 | 2013 | 2014 | 2015 | 2016 | 2017 |
| --------------- | ---- | ---- | ---- | ---- | ---- | ---- | ---- |
| UCI Europe Tour | 737e |      | 791e |      |      |      | 650e |

## Palmarès sur piste

### Championnats d'Europe
- Minsk 2009
  -  Médaillé d'argent de l'américaine juniors (avec Michele Scartezzini)

### Championnats nationaux
- 2009
  -  Champion d'Italie de poursuite juniors
  -  Champion d'Italie de poursuite par équipes juniors (avec Paolo Simion, Liam Bertazzo et Dario Sonda)
  -  Champion d'Italie de l'américaine juniors (avec Dario Sonda)
- 2011
  - 3e du championnat d'Italie de poursuite par équipes
  - 3e du championnat d'Italie de vitesse par équipes